# 조건
조건(條件)이란 법률행위의 효력의 발생 또는 소멸을 장래의 불확실한 사실에 의존케 하는 법률행위의 부관을 말한다. 장래 도래가 불확실하다는 점에서 또다른 부관인 기한과 다르다. 이런 조건이 붙은 법률행위를 조건부 법률행위라고 한다. 이런 법률행위의 효력을 판단하는 시점은 법률행위의 성립시이며 조건성취시가 아니다.

## 종류

### 정지조건
조건이 성취한 때부터 법률행위의 효력이 생기는 것을 말한다. (민법 147조 1항)

### 해제조건
조건의 성취한 때부터 법률행위의 효력을 잃게되는 것을 말한다. (민법 147조 2항)

## 조건을 붙일 수 없는 법률행위
조건을 붙일 수 없는 법률행위에는 사적자치의 원칙과 조건, 공익상의 불허용, 사익상의 불허용, 조건을 붙일 수 없는 법률행위에 조건을 붙인 경우가 있다.

## 조건부권리
조건의 성취로 일정한 이득을 얻을 자는 그에 대한 기대를 가지는데 민법은 이 기대를 기대권이라고 하고 일종의 권리로 보호하고 있다. 이를 희망권 혹은 조권부권리라고 부른다.

## 같이 보기
- 행정행위의 부관
- 기한
- 법률행위